# Günter Wallraff
Günter Wallraff (Burscheid, Alemania, 1 de octubre de 1942), nacido como Hans- Günter Wallraff, es un periodista de investigación encubierta y escritor alemán. Es conocido por los reportajes encubiertos en diversas grandes empresas, el tabloide alemán Bild-Zeitung y distintas instituciones con el método de periodismo de investigación, donde narra las condiciones de trabajo u ocupación en la sociedad industrial alemana. Sus métodos radicales de investigación periodística han dado lugar a un verbo en alemán wallraffen (wallraffear), donde el reportero se transforma, creando una identidad ficticia, un sujeto que vivirá todas las experiencias relatadas posteriormente, que de otro modo son difíciles de investigar.

## Biografía
Su padre, que trabajaba en la fábrica de automóviles Ford en Colonia, murió cuando Wallraff contaba con 16 años. Su madre provenía de una familia de hugonotes fabricante de pianos. En la preparatoria le hizo llegar un poema de su autoría al poeta alemán Heinrich Böll mediante un sobrino de este, con el que tenía amistad.
En 1963 para evitar el servicio militar intentó declararse objetor de conciencia, tan sólo dos meses antes de iniciarlo. Le encerraron en un hospital psiquiátrico militar, después de curarse un traumatismo craneoencefálico, y decretaron que poseía una "personalidad anormal" y "constituía un foco peligroso que podía extenderse".
Para mantener su equilibrio mental Wallraff escribía en un diario las experiencias del ejército. Publicó el diario, alentado por Heinrich Böll, con bastante éxito. Esto le dio claves para su vida, investigaría desarrollando una personalidad fuera de la norma, escribiría y denunciaría.

## Obras

### Los primeros reportajes
Wallraff se desempeñó como trabajador entre 1963 y 1965 en diversas grandes empresas, entre otras con el gigante siderúrgico Thyssen. Sus primeros reportajes fueron publicados, ocasionando sensación, en el periódico sindical Metall. Después los publicaría como libro con el título Te necesitamos a ti – como trabajador en plantas industriales (Wir brauchen dich – Als Arbeiter in deutschen Industriebetrieben, 1970: Industriereportagen, Reportajes industriales), los que daban una auténtica mirada en el mundo de trabajo en las industrias. Después de darse a conocer se unió al Dortmunder Gruppe 1961 (de reflexión sobre el trabajo industrial) y trabajó en el diario de Hamburgo Hamburger Morgenpost y la revista Pardon y en 1968 para la revista ultraizquierdista Konkret.
A pesar de la orden de búsqueda y captura (o lista negra) en las empresas, Wallraff pudo continuar con sus investigaciones, ya que adoptaba diferentes identidades. En 1969 publica 13 Reportajes Indeseables donde narra por ejemplo, su terapia contra el alcoholismo en una clínica psiquiátrica, la vida de un sin techo, un estudiante en búsqueda de habitación, así como potencial abastecedor de Napalm para el ejército de los Estados Unidos de América. Una vez publicado el libro fue acusado de arrogación de funciones, pues en muchas empresas se identificaba como consejero ministerial del Ministerio del Interior. El Juzgado de primera instancia de Fráncfort del Meno lo declaró libre con el fundamento del derecho a la información de la ciudadanía.
En 1983 un tribunal de Münster rechazó la orden de apelación de Wallraff por la escucha de su teléfono, al considerarla legal.

### Protesta y prisión enGrecia
En 1974 en una protesta contra la dictadura militar en Grecia fue apresado en Atenas. Lo maltrataron y atormentaron al considerarlo griego hasta descubrir su verdadera identidad. Fue condenado a 14 meses de prisión en la cárcel de Korydallos. Tras la caída de la junta militar, Wallraff fue liberado, al igual que todos los presos políticos. La experiencia la publicó en 1984 con Eckart Spoo en el libro Unser Faschismus nebenan. Griechenland gestern – ein Lehrstück für morgen (Nuestro fascismo de al lado, Grecia ayer – una lección para mañana)

### La acción Spínola
En el papel de un comerciante de armas se encontró con el General António de Spínola en 1976, ya que Wallraff conocía a sus subordinados, después de una estancia de tres meses en Portugal. Antes de que Spínola pudiera llevar a cabo el golpe de Estado, Wallraff dio a conocer los detalles en una conferencia de prensa en Bonn. Los medios alemanes le dedicaron fuerte atención al tema. Wallraff y Hella Schumberger narran los detalles en forma del libro Aufdeckung einer Verschwörung. Die Spínola-Aktion ("Descubrimiento de una conspiración. La acción Spínola").

### La trilogía Anti-Bild
En 1977 Wallraff trabajó tres meses y medio en la redacción de Hannover del diario sensacionalista y de mayor circulación de Alemania el Bild-Zeitung. En el bestseller Der Aufmacher. Der Mann, der bei Bild Hans Esser war ("La noticia de primera plana. El hombre que fue en Bild Hans Esser") donde detalla las omisiones y los métodos de investigación sucios del periódico sensacionalista Bild.
El Consejo de Prensa Alemán expresó seis reprimendas para el periódico Bild, pero al mismo tiempo expresa también una reprimenda a Wallraff por el método ilícito de investigación periodística encubierta.
A raíz de ello la poderosa casa editora de Bild, la empresa de medios Axel Springer AG, demandó en repetidas veces a Wallraff, de modo que en la segunda edición algunos pasajes debieron ser omitidos. Estas partes del libro, que se concentraban en citas textuales individuales de los redactores de Bild, fueron publicadas ostensiblemente ennegrecidas.
La emisión en televisión del reportaje documental Informationen aus dem Hinterland (Informaciones desde el interior) fue detenida por la editora Axel Springer AG al enterarse de la producción y encontrarse indignados. El documental fue presentado en algunos cines de repertorio.
En 1978 creó Wallraff el fondo de ayuda Wenn Bild lügt, kämpft dagegen (cuando Bild miente, lucha contra ello) para auxiliar jurídicamente las víctimas de la cobertura informativa del periódico Bild. En 1979 publicó Zeugen der Anklage. Die "Bild"-Beschreibung wird fortgesetzt (Testigos de cargo. La descripción de Bild continúa), en el que colaboradores afectados del periódico Bild (con muchos años trabajando en la empresa) se expresan por primera vez.
En 1981 continuó con "Bild"-Handbuch. Das Bild-Handbuch bis zum Bildausfall ("El manual de Bild. El manual de Bild hasta el fallo de la imagen (Bild)") como un tipo de libro de consejería legal para afectados.
En el mismo año se terminó la serie de procesos legales iniciados por la editora Axel Springer AG, que tenían como finalidad la represión de la obra. La Corte Federal de Justicia de Alemania decidió ampliamente a favor de Wallraff. Axel Springer AG apeló constitucionalmente ante el Tribunal Federal Supremo. En una sentencia doctrinal de enero de 1984 apercibió este, pero en parte como exposición textual de una conferencia de redacción.
En 1978 publicó el editor de la revista Konkret, Hermann L. Gremliza, que la mayor parte de la trilogía Anti-Bild la escribió él como escritor fantasma (ghost writer). Al respecto Wallraff nunca se expresó, ni tomó nota de estar enterado de las declaraciones de Gremliza.

### Cabeza de turco(Ganz unten)
El libro narra como Günter Wallraff en el papel del turco Levent (Ali) Sigirlioğlu (en versiones posteriores llamado Sinirlioğlu) desempeña diversos empleos y en ellos experimenta explotación, marginación, desprecio y odio. Wallraff dedicó dos años de investigación a la obra.

### Otros trabajos
Investigó en Japón en 1990 como trabajador inmigrante iraní. El reportaje difundido en la televisión japonesa causó conmoción.

## Estilo de investigación
Wallraff se dio a conocer internacionalmente por sus controvertidos métodos de investigación, con el que adopta en su mayoría otra identidad para introducirse en el ambiente y núcleo del reportaje a realizar. Las documentaciones originadas a raíz de las experiencias personales (a menudo inconvenientes) tratan de transmitir nuevos puntos de vista en las formas de funcionar de la sociedad.
"[...] hay que disfrazarse, para desenmascarar a la sociedad, hay que engañar y desfigurarse para descubrir la verdad."' en el prefacio de Cabeza de Turco (Ganz unten)